# Incontrolable
Incontrolable (pol: Bez kontroli) – koncertowe wydawnictwo hiszpańskiego zespołu skapunkowego Ska-P. Album, będący zapisem koncertów zespołu zagranych w 2003 w Szwajcarii, Francji i Włoszech, jest kompilacją największych przebojów kapeli pochodzących, z małym wyjątkiem, z płyt Que corra la voz, Planeta Eskoria oraz El vals del obrero.
Na okładce albumu po raz kolejny pojawiła się kot Lopez – maskotka zespołu. Tym razem siedzi on za kierownicą wypełnionego ludźmi (prawdopodobnie są to członkowie zespołu) autobusu przebijającego się przez szlaban graniczny. W lewym górnym rogu widoczny jest uciekający w panice bielik amerykański – symbol Stanów Zjednoczonych.

## Lista utworów

### CD
1. Estampida – 5:32 (Que corra la voz)
2. Gato Lopez – 2:44 (El vals del obrero)
3. Niño Soldado – 3:59 (Que corra la voz)
4. Planeta Eskoria – 4:36 (Planeta Eskoria)
5. Mestizaje – 4:33 (Planeta Eskoria)
6. Intifada – 3:43 (Que corra la voz)
7. Vals Del Obrero – 5:46 (El vals del obrero)
8. Mis Colegas – 4:16 (Que corra la voz)
9. Vergüenza – 4:24 (Planeta Eskoria)
10. Solamente Por Pensar (en italiano) – 3:34 (włoska wersja piosenki pochodzącej z płyty Que corra la voz)
11. Romero El Madero – 4:32 (El vals del obrero)
12. Welcome To Hell – 4:36 (Que corra la voz)
13. A La Mierda – 4:07 (Planeta Eskoria)
14. Kasposos – 6:43 (Que corra la voz)
15. Paramilitar – 4:38 (Eurosis)
16. Cannabis – 5:23 (El vals del obrero)

### DVD
1. Niño soldado (Que corra la voz)
2. Tío Sam (Planeta Eskoria)
3. Gato López (El vals del obrero)
4. Planeta Eskoria (Planeta Eskoria)
5. El vals del obrero (El vals del obrero)
6. Intifada (Que corra la voz)
7. Romero el madero (El vals del obrero)
8. Wellcome to hell (Que corra la voz)
9. A la mierda (Planeta Eskoria)
10. Sexo y religión (El vals del obrero)
11. Derecho de admisión (Planeta Eskoria)
12. Kasposos (Que corra la voz)
13. Cannabis (El vals del obrero)

## Skład
- Pulpul – śpiew, gitara
- Pipi – śpiew
- Julio – gitara basowa
- Kogote – instrumenty klawiszowe i chórki
- Luismi – perkusja
- Joxemi – gitara i chórki
- Gari – puzon
- Txiquitin – trąbka

- Teksty i muzyka: Ska-P